# كارثة ملعب هيسل

جانب من عمليات إنقاذ الجماهير

كارثة ملعب هيسل حدثت في 29 مايو 1985، عندما إنهار جدار تحت ضغط الجمهور الهاربين في ملعب هيسل في بروكسل، كنتيجة لأعمال شغب قبل بداية مباراة نهائي كأس الأندية الأوروبية البطلة 1985 بين نادي ليفربول الإنجليزي ونادي يوفنتوس الإيطالي. 39 شخصاً لقوا حتفهم، 32 من مشجعي يوفينتوس، وأصيب 600 شخصاً.
حوالي ساعة واحدة قبل الوقت المحدد لانطلاق نهائي ليفربول-يوفينتوس، قامت مجموعة كبيرة من مشجعي ليفربول بكسر السياج الفاصل بينهم وبين جماهير منافسهم يوفنتوس. ركضت جماهير يوفنتوس إلى الجدار الصلب، بينما كانت هناك جماهير جالسة بالفعل وحصل التدافع؛ في النهاية إنهار الجدار. وكثير من الناس صعدوا للأعلى من أجل سلامتهم، بينما آخرون ماتوا أو أصيبوا بإصابات بليغة. المباراة لعبت على الرغم من الكارثة ومن أجل منع مزيد من العنف.
المأساة أدت إلى حظر جميع الأندية الأنجليزية من اللعب في المسابقات الأوربية من قبل الويفا (رفع الحظر في 1990–91)، واستبعد ليفربول سنة إضافية وعدد من جماهير ليفربول حوكموا بتهمة القتل غير المتعمد. الكارثة وصفت لاحقاً بـ«الساعة الأحلك في تاريخ منافسات الويفا».

## خلفية
قبل عشر سنوات، في نهائي كأس الأندية الأوروبية البطلة 1975، جماهير نادي ليدز يونايتد الإنجليزي قاموا بأعمال شغب، وهاجموا جماهير ولاعبي منافسهم بايرن ميونخ وحكام المباراة. وأظهرت نتائج هذا الحدث صرامة الويفا في فرض العقوبة على ليدز بمنعه من المشاركة لمدة 4 سنوات.
في مايو 1985، كان ليفربول الفريق الأول في أوروبا الذي يفوز ببطولة كأس الأندية الأوروبية البطلة أربع مرات في المواسم الثمانية الأخيرة. وصل ليفربول لنهائي 1985، وكانوا يريدون الدفاع عن اللقب الذي فازوا به في السنة الماضية بعد أن فازوا على روما. المشكلة حدثت في نهائي كأس الأندية الأوربية البطلة للموسم السابق عندما هاجمت جماهير روما عدداً من جماهير ليفربول قبل وبعد المباراة. ومرة أخرى سوف يواجهون منافس إيطالي وهو يوفنتوس، وهو حامل لقب كأس الاتحاد الأوروبي للأندية أبطال الكؤوس ويضم عديد من اللاعبين الإيطاليين الفائزين ببطولة كأس العالم 1982، والفرنسي ميشيل بلاتيني الفائز الكرة الذهبية الأوروبية سنوات 1983، 1984، و1985.

## أحداث أدت للكارثة

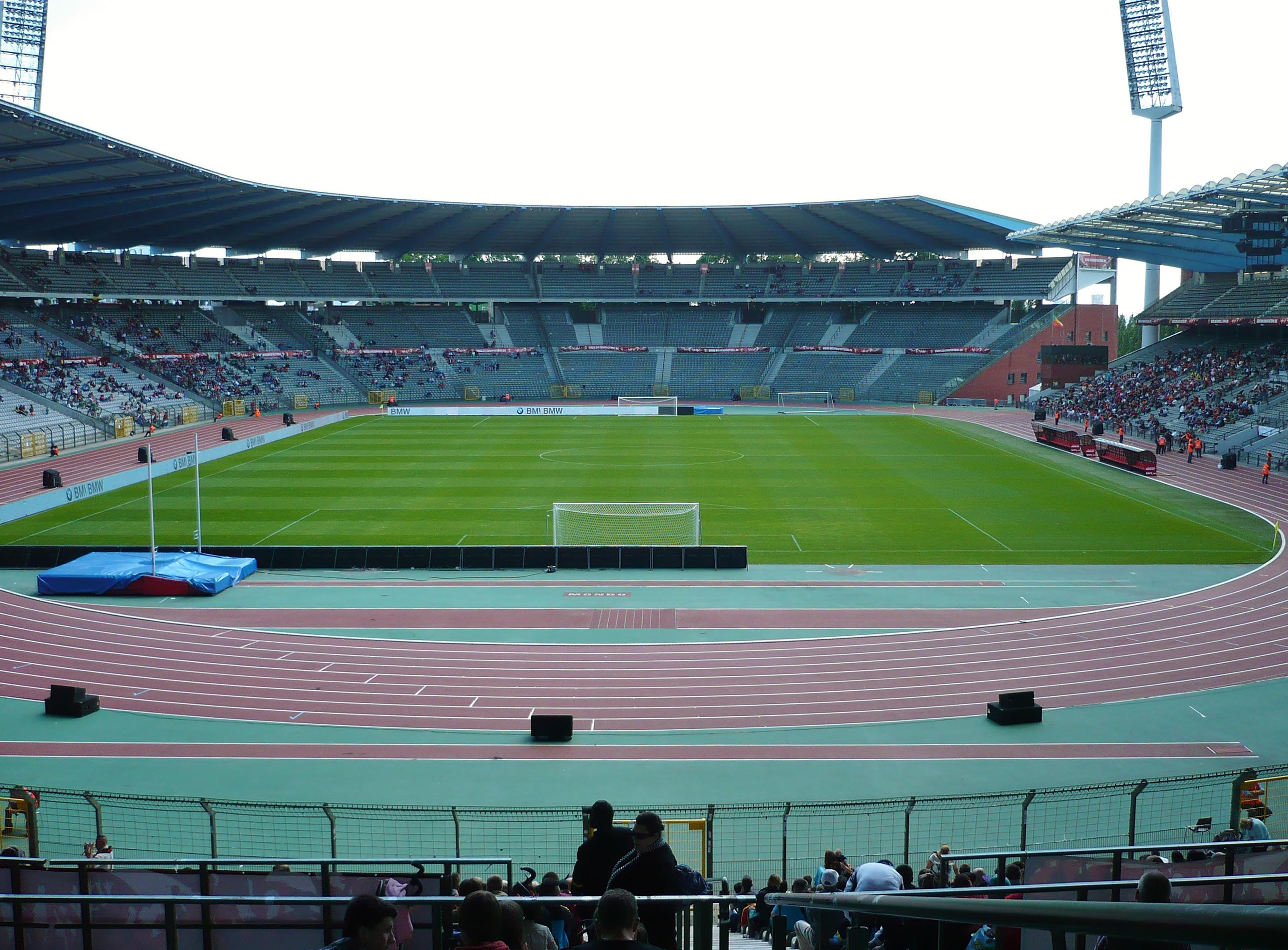
الملعب الذي حصل فيه الكارثة

برغم من كونه الملعب الوطني لبلجيكا، لم يكن ملعب هيسل مكان مناسب لمباراة مثل نهائي كأس الأندية الأوروبية البطلة. كان الملعب قد بلغ عمره 55 سنة ولم يتم صيانته منذ عدة سنوات، وكانت أجزاء كبيرة من الملعب تهدمت. فمثلاً، الجدار الخارجي كان مصنوع من كتل اسمنتية، عبارة عن لبنة كبيرة مستطيلة مستخدمة في البناء. الجماهير التي لم تكن تملك تذاكر شوهدوا وهم يركلون الثقوب في الجدار ليدخلون. لاحقاً قال لاعبي وجماهير ليفربول أنهم صدموا للوضعية السيئة للأرضية، بالإضافة إلى تقرير جماهير آرسنال بأن الملعب كان «مزبلة» عندما لعبوا هناك قبل بضع سنوات. الرئيس التنفيذي لليفربول بيتر روبنسون ألح على الويفا لاختيار مكان آخر لكن دون جدوى.
الملعب كان مكتظ بـ58,000–60,000 من الأنصار، أكثر من 25,000 لكل فريق. الإثنين ينتهون بالمدرجات خلف المرمى، كل نهاية تنقسم إلى ثلاث مناطق. نهاية يوفنتوس كانت O و N و M. في النهاية الثانية التي خصصت لليفربول كانت X و Y، حيث قسم Z (إلى جانب واحد) كان للمشجعين بلجيكيين المحايدين. فكرة هذه المنطقة الواسعة المحايدة لقت معارضة من كلا الناديين ليفربول ويوفنتوس، لأنها ستقدم فرصة لجماهير كلا الناديين للحصول على التذاكر من الوكالات أو من السوق السوداء خارج الملعب وبالتالي هذا يخلق اختلاط خطير من الجماهير.
في ذلك الوقت بروكسيل، كما في باقي بلجيكا، تحتوي على جالية إيطالية كبيرة، والعديد من جماهير يوفنتوس المتغربين اشتروا تذاكر القسم Z. بالإضافة لذلك، الكثير من التذاكر أُشتُريت وبيعت من قبل وكلاء السفر، أساساً لجماهير يوفنتوس. نسبة صغيرة من التذاكر انتهت في أيدي مشجعي ليفربول.

### المواجهة
حوالي الساعة السابعة مساءً بالتوقيت المحلي، ساعة قبل البداية، المشاكل بدأت. جماهير يوفنتوس وليفربول في القسمين Y و Z وقفوا على بعد ياردات فقط. الحدود بين الإثنين كانت معلمة بسياج مؤقت والحراسة من الشرطة كانت ضعيفة.

## الوفيات
39 شخصًا قد قتلوا، 32 منهم إيطاليون، و4 أشخاص من بلجيكا ومشجعين من فرنسا بالإضافة إلى مشجع من أيرلندا الشمالية.